# Полум'янка гарна
Полум'янка гарна, гайлардія гарна (Gaillardia pulchella) — вид рослин із родини айстрових (Asteraceae). Етимологія: лат. pulchella — «гарна».

## Біоморфологічна характеристика
Це однорічна рослина (іноді стійка) 5–35(60+) см заввишки. Листки стеблові лінійні, довгасті або лопатоподібні, 1–5(12) см × 4–12(35) мм, краї зазвичай цілі, іноді зубчасті чи лопатеві, поверхні щільно ворсинчасті. Квітконоси 3–10(20) см. Філарії [приквітки в обгортці] 18–28+, вузькотрикутні чи лінійно-послаблені, 6–14+ мм, зазвичай війчасті з членистими волосками. Променевих квіточок зазвичай 8–14, рідко 0; віночки зазвичай від червонуватих до пурпуруватих у проксимальній частині, від жовтих до помаранчевих дистально, рідко жовті, червонуваті чи пурпуруваті на всій довжині, 13–30+ мм. Дискових квіточок 40–100+; віночки від жовтуватого до пурпурового чи коричневого кольору, часто двоколірні; трубочки 0.8–1.2 мм, горловини від дзвінчатих до урноподібних, 3–4 мм, частки від трикутних до яйцюватих, часто послаблені, 1–3+ мм. Ципсели [вид сім'янок] зворотно-пірамідальні, 2–2,5 мм, волоски 1,5–2 мм. 2n = 34.

## Середовище проживання
Батьківщиною є США й Мексика; вид натуралізований чи адвентивний чи вирощується в Центральній і Південній Америці, деяких островах, ПАР, Австралії, Азії, Європі, у т. ч. адвентивний в Україні.
Населяє піщані чи вапняні ґрунти, часто порушені місця, переважно на луках чи відкритих місцях; 0–1800 метрів
В Україні вид росте в садах і парках — на всій території.

## Використання
Декоративний вид.